# Реформатская схоластика
Реформатская схоластика — направление мысли, сформировавшееся в раннем реформатском (кальвинистском) богословии, для которого характерно использование схоластических методов рассуждения, ведения диспутов и преподавания. Тесно связанным с «реформатской схоластикой» понятием является «реформатская ортодоксия», рассматривающая содержательную сторону взглядов реформатских схоластов. Реформатская традиция, по современным представлениям, шире, чем просто «кальвинистская». Она не имеет формального определения и включает таких богословов, как Ульрих Цвингли, Мартин Буцер, Генрих Буллингер, Пётр Мартир Вермильи и другие. Хронологические рамки деятельности реформатских схоластов устанавливают, как правило, приблизительно с 1560 по 1790 год.
Согласно долгое время существовавшим в историографии представлениям, идеология Реформации и схоластика в значительной степени противоположны. Отталкиваясь от проводимой Мартином Лютером и Жаном Кальвином критики использования философии, прежде всего трудов Аристотеля, в богословии, исследователи описывали наметившуюся в середине XVI века тенденцию к использованию схоластического способа рассуждения как отступление от первоначального реформатского богословия. В такой парадигме осмысление развития протестантизма строилось как противопоставление Кальвина и его последователей. Если первый характеризовался через «библейский гуманизм» и христологическое благочестие, то для реформатских богословов последующих поколений главными чертами называли догматизм и сосредоточенность на проблематике предопределения. В конце XX века приобрёл сторонников подход, согласно которому использование схоластического стиля не привело к искажению протестантской идеологии, и развитие протестантской схоластики понимается как элемент институционального развития, имеющий скорее педагогическую направленность. Более внимательное исследование взглядов основоположников протестантизма показало, что их критика была направлена не на схоластическую методологию ведения аргументации, а относилась к содержательной стороне средневекового богословия. Переосмысленное понимание схоластики привело к перемене в восприятии ряда религиозных мыслителей Средних веков, как конфронтационной направленности (Джон Уиклиф, Ян Гус, Джироламо Савонарола), так и принадлежавших к определённым традициям (Томас Брадвардин, Григорий из Римини, Вессель Гансфорт), как предшественников Реформации.

## Формирование протестантской схоластики
Исследователи отмечают явное использование реформатскими схоластами трудов своих средневековых предшественников. Значительным было влияние схоласта XIII века Фомы Аквинского на протестантских богословов итальянского происхождения Петра Вермильи и Джироламо Занчи. Использование логических методов является одной из характерных особенностей реформатской схоластики, придавшей ей характер жёсткой и точной системы, рассматривающей богословские утверждения как последовательность логических посылок и выводов. Часто такой метод предполагал опору на труды Аристотеля, но иногда их заменяла ревизионистская логика французского протестанта Петра Рамуса (ум. 1572). В целом, структура средневекового образования в большей степени ориентировалась на Аристотеля и, хотя Лютер и Кальвин отвергали учение этого «языческого мошенника», протестантские богословы последующих поколений, вслед за Филипом Меланхтоном продолжали изучать труды Стагирита. Именно идея Меланхтона о церкви как школе для изучения истинного учения, согласно американскому богослову Артуру Макгифферту, положила основание протестантской схоластике. В первые годы Реформации основное внимание основателей движения занимали практические вопросы, и только с образованием поддерживаемых германскими государствами и в Швейцарии протестантских церквей началась работа над систематическим изложением протестантского богословия. Разногласия по принципиальным доктринальным вопросам были как у сторонников Кальвина, так и у последователей Лютера. Лютеране, разделившиеся после Лейпцигского интерима 1548 года на филиппистов (сторонников Меланхтона) и гнесиолютеран, дискутировали по широкому кругу вопросов; острый период их споров завершился подписанием Формулы согласия в 1580 году.
Ни Лютер, ни Кальвин не придерживались философского подхода к богословию. Их критерий религиозной истины, sola scriptura — «только писание», предполагал отрицание средневековой схоластики с её синтезом философии и богословия. Для Лютера Аристотель был слепым и про́клятым язычником, ставшим в университетах бо́льшим авторитетом, чем Христос, трёхглавым Цербером. Отношение Кальвина к древнегреческому философу было более спокойным, но в своих трудах он его практически не использовал. Американский историк Дж. П. Доннелли (John Patrick Donnelly) отмечает, что хотя точно определить суть кальвинистской схоластики не просто, можно указать четыре её характерные черты: попытки представить христианское вероучение в виде основанной на логических выводах непротиворечивой системы, назначение человеческому разуму главной роли в познании религиозной истины, использование методов аристотелевской философии и сильный интерес к метафизическим и умозрительным вопросам. Так же Доннелли называет три фактора, способствовавших подъёму реформатской схоластики: продолжение использования трудов Аристотеля в университетстком образовании, полемический характер богословия в XVI и XVII веках наряду со схоластической подготовкой самих кальвинистских богословов. Действительно, благодаря Теодору Беза и итальянским иммигрантам, привнесшим гуманизм падуанской школы и Пьетро Помпонацци, в Женеве аристотелизм занял центральное место в богословском образовании. Определяющую роль в построениях реформатских схоластов заняло учение о предопределении, связываемое с вопросом о божественных установлениях и провидении. Для Кальвина предопределение было связано с сотериологией и проблемой уверенности в христианской жизни, но в его «Наставлениях» оно рассматривается отдельно от понятия Бога и его провидения. Как следствие, схоласты уделяли много внимания логическим следствиям, вытекавшим из принятия учения о предопределения, таким как репробации, то есть предопределение к проклятию, ограниченное искупление и стойкость святых. Схоласты упорно отстаивали эти принципы не только в спорах со своими католическими оппонентами, но и против представителей других протестантских конфессий, прежде всего арминиан.

## Периодизация
Одну из первых попыток осмысления схоластического влияния в протестантизме предпринял французский кальвинист Ламбер Дано в своих комментариях к первой книге «Сентенций» Петра Ломбардского (1580). Основываясь на более ранней работе Каспара Пейцера («Chronicon Carionis», 1562), Дано выделил три стадии развития схоластики: древнюю (vetus), среднюю (media) и новую (nova). Хотя концепция Дано предполагала постепенный упадок христианского богословия, она позволила рассмотреть старую схоластику в более благожелательном свете. Идентичность положений лютеранского Аугсбургского исповедания (1530) учению Аквината показал в 1656 году Иоганн Георг Дорше.
Как правило, в истории реформатской схоластики и ортодоксии выделяют четыре этапа, границы которых исследователи называют различно:
1. Период ранней ортодоксии (ок. 1565—1640 по Ричарду Мюллеру[англ.][11], 1565—1620 по Виллему ван Ассельту[англ.][12]), в котором выделяют два подэтапа, до и после Дордрехтского синода 1618 года. Начало периода определяется с времени, к которому скончались большинство из крупнейших кодификаторов реформатского богословия второго поколения (Жан Кальвин, Вольфганг Мускулус[англ.], Пётр Мартир Вермильи и Андреас Ипериус) за единственным исключением Генриха Буллингера, прожившего до 1575 года. Таким образом, к ранним схоластам Мюллер относит богословов следующего поколения (Захария Урсин (ум. 1584,), Каспар Олевиан (ум. 1587), Джироламо Занчи (ум. 1590), Теодор Беза (ум. 1605), Франциск Юний Старший[англ.] (ум. 1602) и Амандус Поланус[англ.] (ум. 1610)) и далее до поколения участников Дордрехтского синода (Антоний Валеус[англ.] (ум. 1639), Иоганн Полиандер[нем.] (ум. 1646), Сибранд Любберт[англ.] (ум. 1625), Франциск Гомар (ум. 1641), Уильям Эймс (ум. 1633), Иоганн Генрих Альстед (ум. 1638))[13];
2. Период высокой ортодоксии (ок. 1640—1685 по Мюллеру, 1620—1700 по ван Ассельту), разделяемый также на два этапа, различаемые по степени интенсивности полемики. Граница проводится по 1685 году.
3. Переходный период (1685—1725 по Мюллеру, 1700—1740 по ван Ассельту) под влиянием пиетизма;
4. Период поздней ортодоксии до 1770 года по Мюллеру, до 1800 по ван Ассельту.

Хотя в дальнейшем методы реформатской схоластики утратили актуальность, в XIX веке они представлены в трудах Хайнриха Хеппе, Чарльза Ходжа, Германа Бавинка и Луиса Беркхофа.